# Hôtel de Condé (Montluel)
Pour les articles homonymes, voir Hôtel de Condé (homonymie).
L'hôtel de Condé ou hôtel des princes de Condé est un hôtel particulier situé au 303 de la Grande-Rue de Montluel, dans le département français de l'Ain, en France.

## Protection
La façade et la toiture sur rue font l’objet d’une inscription au titre des monuments historiques depuis le 29 septembre 1981.
De part et d'autre de l'hôtel de Condé se situe deux maisons attenantes (semblant intégrées à l'hôtel) et dont l'adresse postale est la même (303 de la Grande-Rue) ; leurs façades et leurs toitures sur la rue font également l'objet d'une protection spécifique aux monuments historiques,,.

## Histoire
En 1631, le prince de Condé Henri II de Bourbon-Condé acquiert la seigneurie de Montluel. Il y fera alors construire cet hôtel particulier dans lequel, il ne séjournera jamais.
Sur le fronton du bâtiment est inscrit la lettre « B » en référence à « Bourbon-Condé ».